# Drilling
Nella letteratura anglosassone il termine drilling è usato per indicare la rotazione intorno ad un asse ortogonale al piano di un elemento finito bidimensionale.

## Descrizione del fenomeno
Nella modellazione di una struttura con il metodo degli elementi finiti può capitare di dover creare un modello misto cioè un modello in cui vengono usati sia elementi bidimensionali (lastra, piastra, lastra - piastra) che elementi trave.

Nasce un problema quando bisogna collegare le due tipologie di elementi finiti in direzione parallela al piano dell'elemento finito bidimensionale.

Infatti i più comuni elementi finiti bidimensionali non hanno rigidezza per la rotazione intorno ad un asse ortogonale al piano dell'elemento, infatti, riferendo l'elemento al seguente sistema locale di assi cartesiani:
- x e y nel piano;
- z perpendicolare al piano;

risulta quanto segue:
- l'elemento lastra (a 3 o 4 nodi), elemento piano utilizzato per stati di sforzo piano, ha due gradi di libertà per ogni nodo (le due traslazioni nel suo piano che possiamo chiamare ux e vy) ovvero non trasferisce alcuna rigidezza per gli altri gradi di libertà ;
- l'elemento piastra (a 3 o 4 nodi), elemento piano utilizzato per modellare piastre sottili inflesse, ha 3 gradi di libertà per ogni nodo (lo spostamento perpendicolare al piano dell'elemento che possiamo chiamare wz e le due rotazioni intorno ai due assi paralleli al piano dell'elemento che possiamo chiamare θx e θy) ovvero non trasferisce alcuna rigidezza per gli altri gradi di libertà;;
- l'elemento lastra - piastra o elemento guscio è la sovrapposizione dell'elemento lastra e dell'elemento piastra ed è utilizzato per modellare gusci sottili comunque disposti nello spazio 3D, pertanto ha i seguenti 5 gradi di libertà per nodo:ux, vy, wz, θx e θy e non trasferisce alcuna rigidezza per il grado di libertà rimanente.

Per quanto sopra risulta che nessuno dei tre elementi possiede il grado di libertà relativo alla rotazione intorno all'asse perpendicolare al piano dell'elemento che possiamo chiamare θz.
 
Tale mancanza di rigidezza causa difficoltà pratiche nella connessione tra elementi bidimensionali e trave in quanto la trave, che possiede tutti e sei i gradi di libertà per nodo, non riesce a trasmettere all'elemento bidimensionale a cui è connesso, la rotazioni intorno all'asse z dell'elemento bidimensionale, pertanto nel punto di interconnessione la trave risulta praticamente sconnessa a tale rotazione per cui il modello di analisi risulta non veritiero.

## Rimedi
Si ovvia in genere a tale mancanza tramite artifici di modellazione quali il noto prolungamento della trave nella parete oppure, si possono utilizzare, se disponibili, elementi bidimensionali dotati di 6 gradi di libertà per nodo e cioè dotati di rigidezza anche per il drilling.
Per quest'ultimo aspetto si osservi che esistono elementi finiti "guscio" o lastra-piastra ossia ottenuti dalla sovrapposizione di un elemento finito "piastra" e un elemento finito "lastra" nei quali, la rigidezza "drilling" viene in effetti posta ad un valore estremamente piccolo (tanto da non influire apprezzabilmente sui risultati), ma sufficientemente grande da rendere la matrice di rigidezza non singolare. 
O.C. Zienkiewicz, nell'opera "The Finite Element Method" (Butterworth-Heinemann) consiglia di assumere per tali elementi, un valore pari a circa 1/1000 del minimo termine non drilling della diagonale principale della matrice di rigidezza.
È chiaro comunque che in quest'ultimo caso (assegnamento di un valore "piccolo" alla rigidezza alla rotazione perpendicolare al piano dell'elemento finito), il modello strutturale non dovrà contare sui gdl drilling per l'equilibrio;
tali gradi di libertà (gdl) saranno praticamente "liberi" e l'artificio suddetto serve solo a consentire la soluzione numerica delle equazioni.